# George O. Gore II
George O. Gore II (ur. 15 grudnia 1981 w Fort Washington) – amerykański aktor. Znany głównie z roli w sitcomie On, ona i dzieciaki, w którym wcielił się w postać Michaela Kyle Jr'a.